# Cocculina leptalea
Cocculina leptalea är en snäckart som beskrevs av Addison Emery Verrill 1884. Cocculina leptalea ingår i släktet Cocculina och familjen Cocculinidae. Inga underarter finns listade i Catalogue of Life.